# Abasa
Abasa (arabe : سُورَةُ عَبَسَ, français : Il s’est renfrogné) est le nom traditionnellement donné à la 80e sourate du Coran, le livre sacré de l'islam. Elle comporte 42 versets. Rédigée en arabe comme l'ensemble de l'œuvre religieuse, elle fut proclamée, selon la tradition musulmane, durant la période mecquoise.

## Origine du nom
Bien que le titre ne fasse pas directement partie du texte coranique, la tradition musulmane a donné comme nom à cette sourate Il s’est renfrogné, en référence au contenu des premiers versets : 

« 1. Il fronça les sourcils puis se détourna,
2. alors que vint à lui l'aveugle »

## Historique
Il n'existe à ce jour pas de sources ou documents historiques permettant de s'assurer de l'ordre chronologique des sourates du Coran. Néanmoins selon une chronologie musulmane attribuée à Ja'far al-Sâdiq (VIIIe siècle) et largement diffusée en 1924 sous l’autorité d’al-Azhar,, cette sourate occupe la 24e place. Elle aurait été proclamée pendant la période mecquoise, c'est-à-dire schématiquement durant la première partie de l'histoire de Mahomet avant de quitter La Mecque. Contestée dès le XIXe par des recherches universitaires, cette chronologie a été revue par Nöldeke,, pour qui cette sourate est la 17e.
Cette sourate est souvent interprétée dans le contexte de la vie de Mahomet. Selon les auteurs de l'ouvrage Le Coran des historiens, le récit, « plein d’invraisemblances », aurait été inventé pour donner un contexte à un récit qu'ils qualifient d'allusif et très obscur.

## Interprétations

Texte de la sourate (Coran datant de 1874)
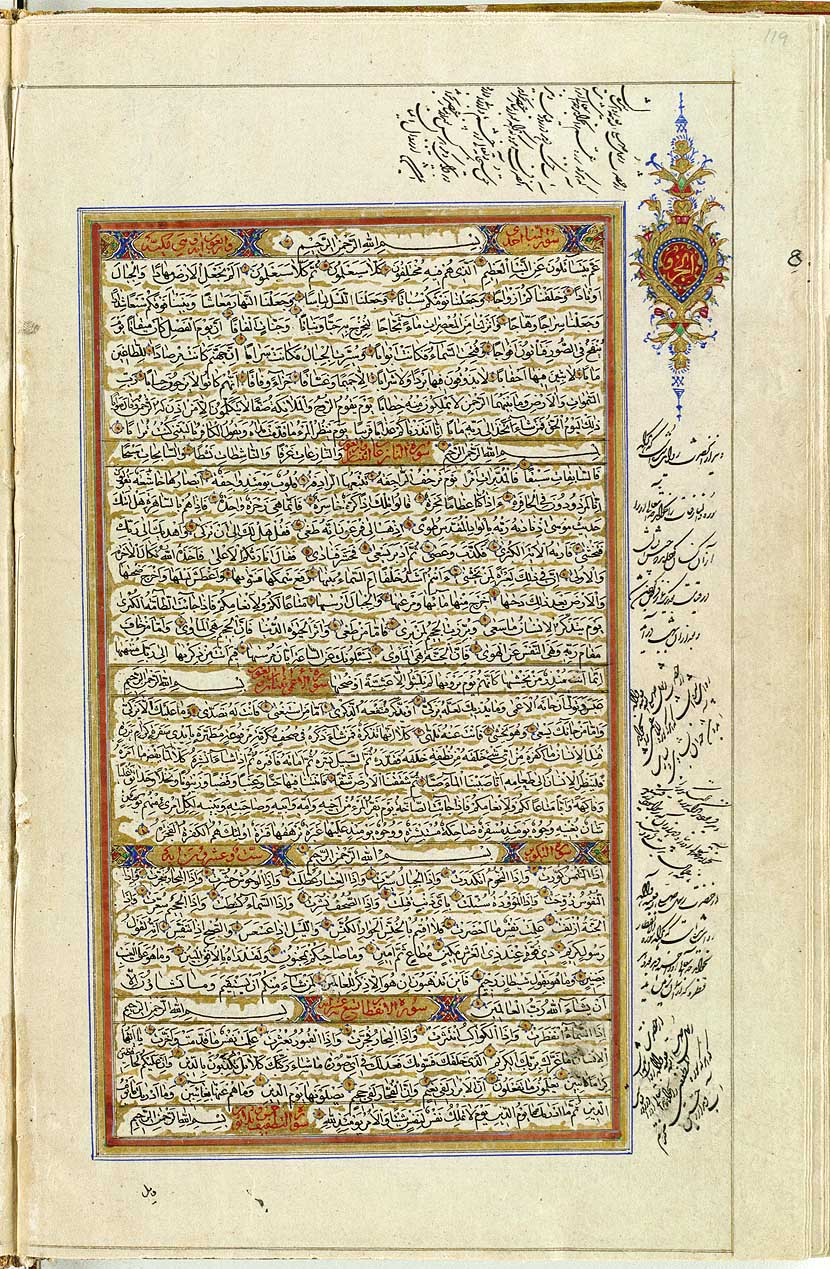